# Christophe Robert
Christophe Robert (ur. 30 marca 1964 w Montpon-Ménestérol) – były francuski piłkarz grający na pozycji napastnika.

## Kariera piłkarska
Christophe Robert karierę piłkarską rozpoczął w 1981 roku w FC Nantes, którego barwy reprezentował do 1991 roku grając 191 meczów i strzelając 30 bramek w Ligue 1. Następnym klubem w karierze Roberta było AS Monaco, gdzie w sezonie 1991/1992 rozegrał 23 mecze i strzelił 4 gole.
Po roku pobycie w tym klubie przeszedł do US Valenciennes. Pod koniec sezonu 1992/1993 Robert wraz z kolegami z zespołu - Jorgem Burruchagą i Jacquesem Glassmannem zostali przekupieni przez działaczy Olympique Marsylia w zamian za korzystny dla nich wynik w meczu ligowym. Wkrótce piłkarze po aresztowaniu przyznali się do stawianych im zarzutów, a w ogródku ciotki Roberta w Périgueux policja znalazła kopertę z 250 000 frankami francuskimi. Po tym skandalu Olympique Marsylia została pozbawiona tytułu wywalczonego w sezonie 1992/1993, a Robert wyemigrował do Argentyny grać w Ferro Carril Oeste, jednak w 1995 roku wrócił do Francji grać w CS Louhans-Cuiseaux.
Następnymi klubami w karierze Roberta były: AS Nancy (1996–1997) i AS Saint-Étienne, gdzie po wywalczeniu awansu do Ligue 1 w sezonie 1998/1999 zakończył piłkarską karierę.

## Sukcesy

### AS Saint-Étienne
- Awans do Ligue 1: 1999